# كأس ملك إسبانيا 1993–94
كأس ملك إسبانيا 1993–94 (بالإسبانية: Copa del Rey de fútbol 1994-95) هو الموسم 94 من كأس ملك إسبانيا. أشرف على تنظيمه الاتحاد الملكي الإسباني لكرة القدم، وكان عدد الأندية المشاركة فيه 160، وفاز فيه ريال سرقسطة.